# 江端站
江端站（日语：／ Ebata Eki */?）是位於福井縣福井市江端町，福井鐵道福武線的電車站。車站編號為F15。

## 車站構造
採用簡易車站模式運作，然而各月台均設有1座以水泥基座及鐵皮所建成的有蓋候車室。往武生新方向的候車室因設有直接連接路面的出入口，而相應的車站配套：包括繼電室、男、女（暨多用途目的）獨立洗手間、兩排有蓋單車停泊場及18個站前車位也全設於這一邊，因此間接也承繼了簡易站房的功能。而往福井方向的候車室只能從月台斜道進入。兩月台之間以平交道連接。

### 月台
設有2座側式月台，列車全以左側進出，但由於本站是急行通過站，過往曾出現同方向普通列車被後趕的急行列車超前，在這情況，急行列車會在反方向的路軌中通過。但在現行的時間表下，已再沒有任何急行列車在本站超車的情況。
兩個有蓋候車室內均設有候車座椅及可通風的窗戶。
| 月台 | 路線                   | 上下行 | 方向                                                                 |
| ---- | ---------------------- | ------ | -------------------------------------------------------------------- |
| 西端 | ■福武線 （鳳凰田原線） | 下行   | 福井站、田原町、 經越前鐵道■三國蘆原線前往福大前西福井、鷲塚針原方向 |
| 東端 | ■福武線 （鳳凰田原線） | 上行   | 武生新方向                                                           |

## 歷史
- 1925年7月26日：福武電氣鐵道兵營站（現時：神明站）至此站之間開通[1][2]，此站啟用。
- 1945年8月1日：福井鐵道成立，成為福井鐵道的車站[3]。
- 1991年3月25日：改為無人車站。
- 1991年4月20日：站房翻新。
- 2007年10月：於站內的江端變電站遷移至新設備。
- 2024年10月11日：可使用ICOCA及全國通用IC卡付款[4][5]。

## 使用狀況
根據國土交通省「國土數值情報」，以下為1日平均上下車人次：
| 上落車人次變化 | 上落車人次變化 |
| 年度           | 1日平均人次    |
| -------------- | -------------- |
| 2011           | 161            |
| 2012           | 162            |
| 2013           | 162            |
| 2014           | 162            |
| 2015           | 178            |
| 2016           | 100            |
| 2017           | 92             |
| 2018           | 94             |
| 2019           | 104            |
| 2020           | 88             |
| 2021           | 78             |
| 2022           | 111            |

## 車站周邊
- 江端町公民館
- 福井市營江端團地
- 福井塞尼倉庫總部
- 福井縣森林組合聯盟本所
- 福井市清明小學（日语：福井市清明小学校）

## 相鄰車站
福井鐵道
■福武線
■急行、■區間急行
通過
■普通
清明（F14）－江端（F15）－貝爾前（F16）

## 外部連結
- 福井鐵道江端站 （页面存档备份，存于）（日語） - 福井鐵道